# Tempel von Buġibba

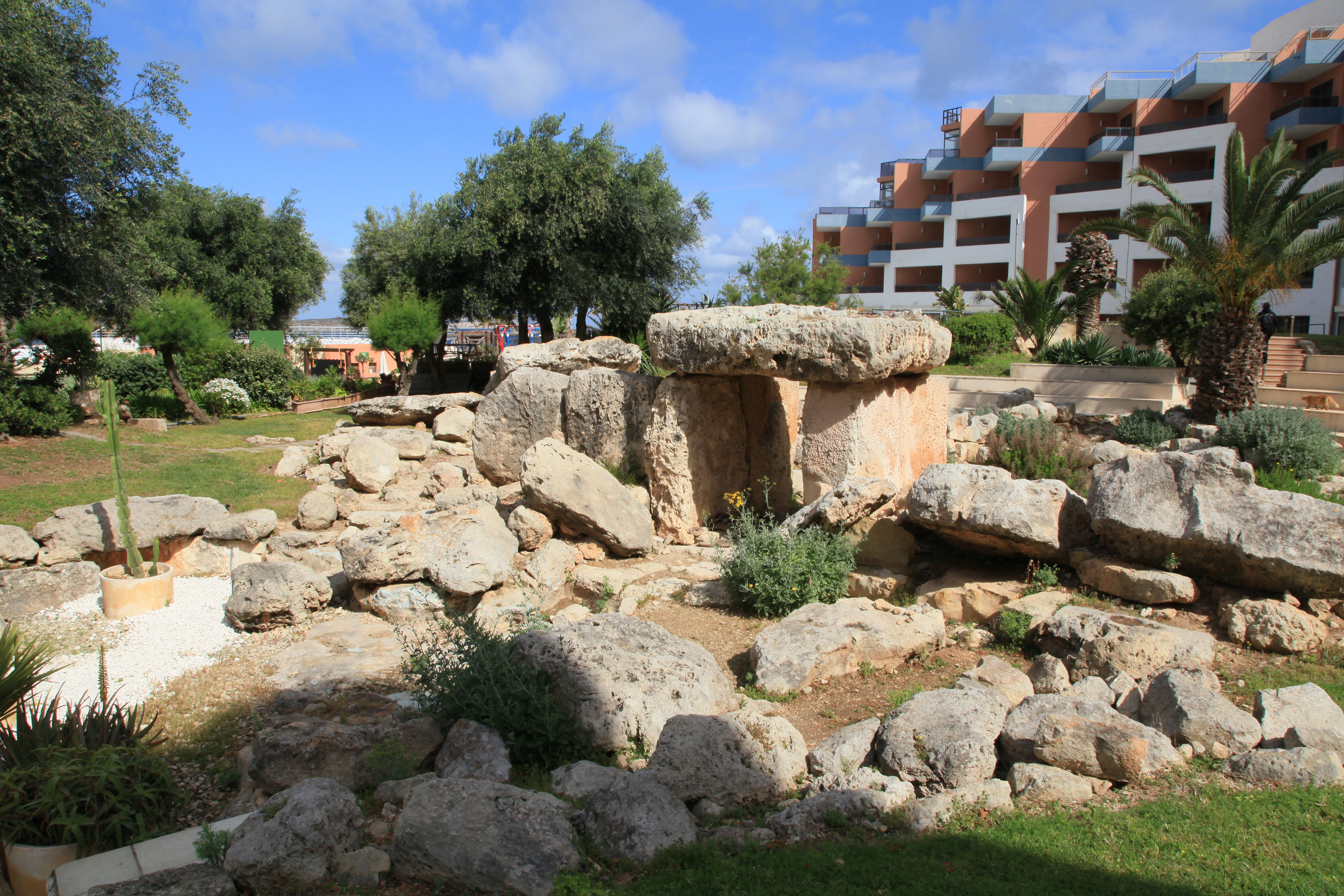
Tempel von Buġibba

Der Tempel von Buġibba ist ein Megalithtempel auf dem Gelände des Hotels Double Tree by Hilton an der Straße Dawret il-Gżejjer in San Pawl il-Baħar an der St. Paul’s Bay, auf Malta. Er befindet sich nahe der Küste zwischen Buġibba und Qawra Point und wurde in der maltesischen Tarxien-Phase (3000–2500 v. Chr.) errichtet.
Der Einzugsbereich des regional bedeutsamen, ehemals fünfteiligen Tempels dürfte sich über das Flachland der Salina Bay bis in die Region um die Höhe Il-Għallis erstreckt haben, da hier weitgehend Terra-rossa-Böden anstehen. Als Baumaterial stand Globigerinen- und Korallenkalkstein zur Verfügung, den man noch als Teil der Exedra sehen kann. Vom rekonstruierten Trilithentor, dessen Deckstein in der Neuzeit ersetzt wurde, führt ein Gang zum zentralen Bereich mit den in Resten erhaltenen vorderen Apsiden. Ein Teil des Fußbodens ist auf der Rückseite erhalten.

Tempel von Buġibba
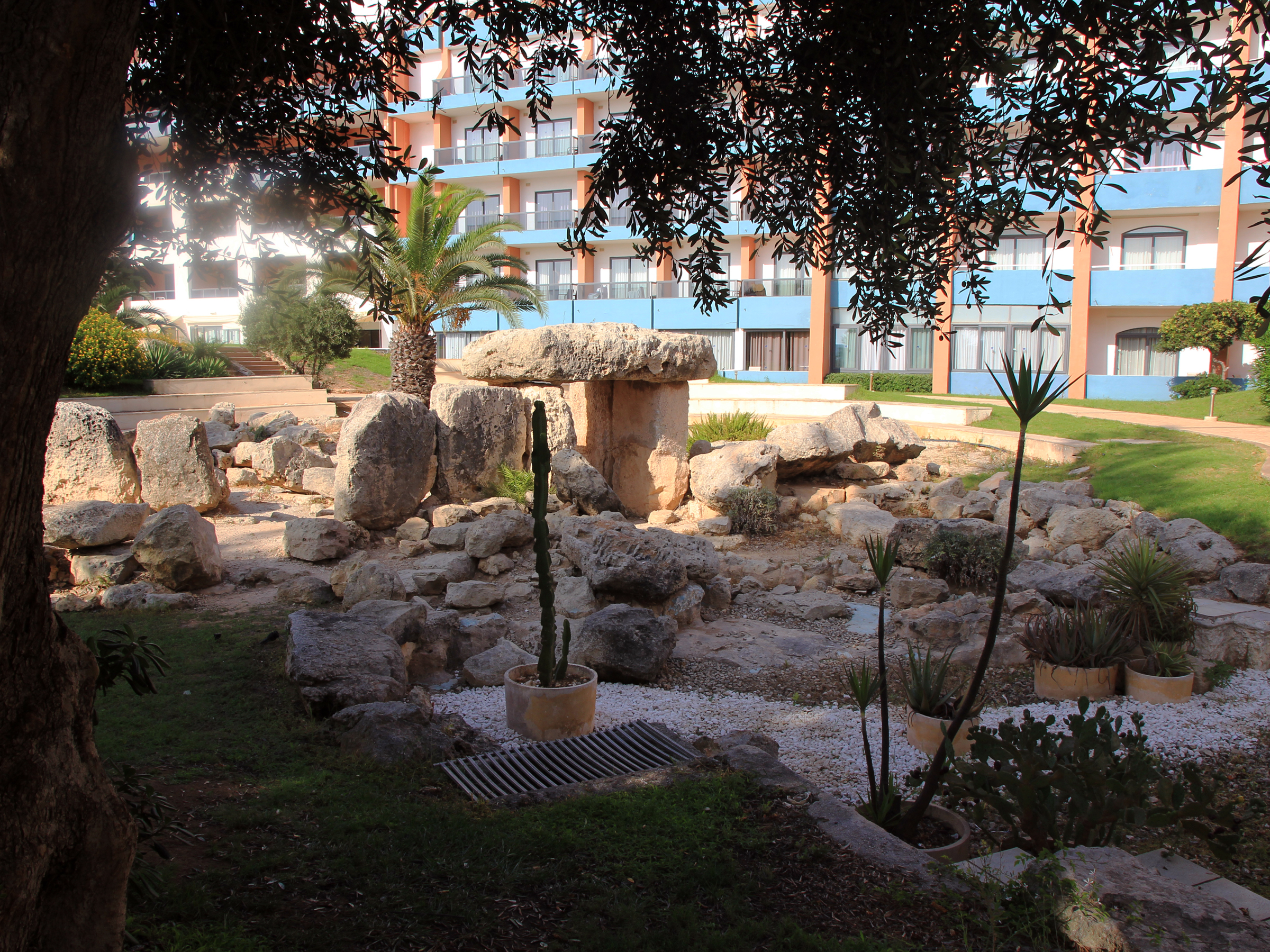
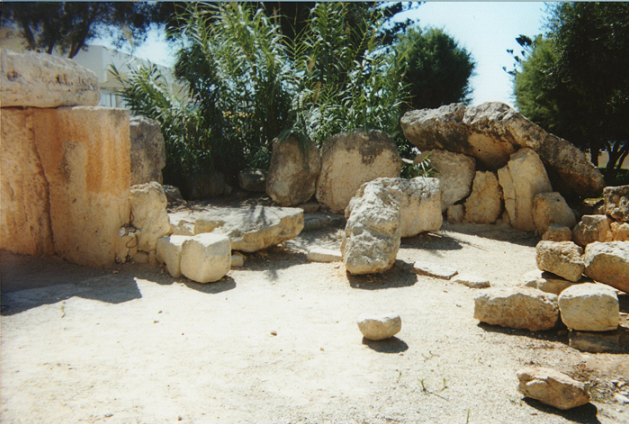
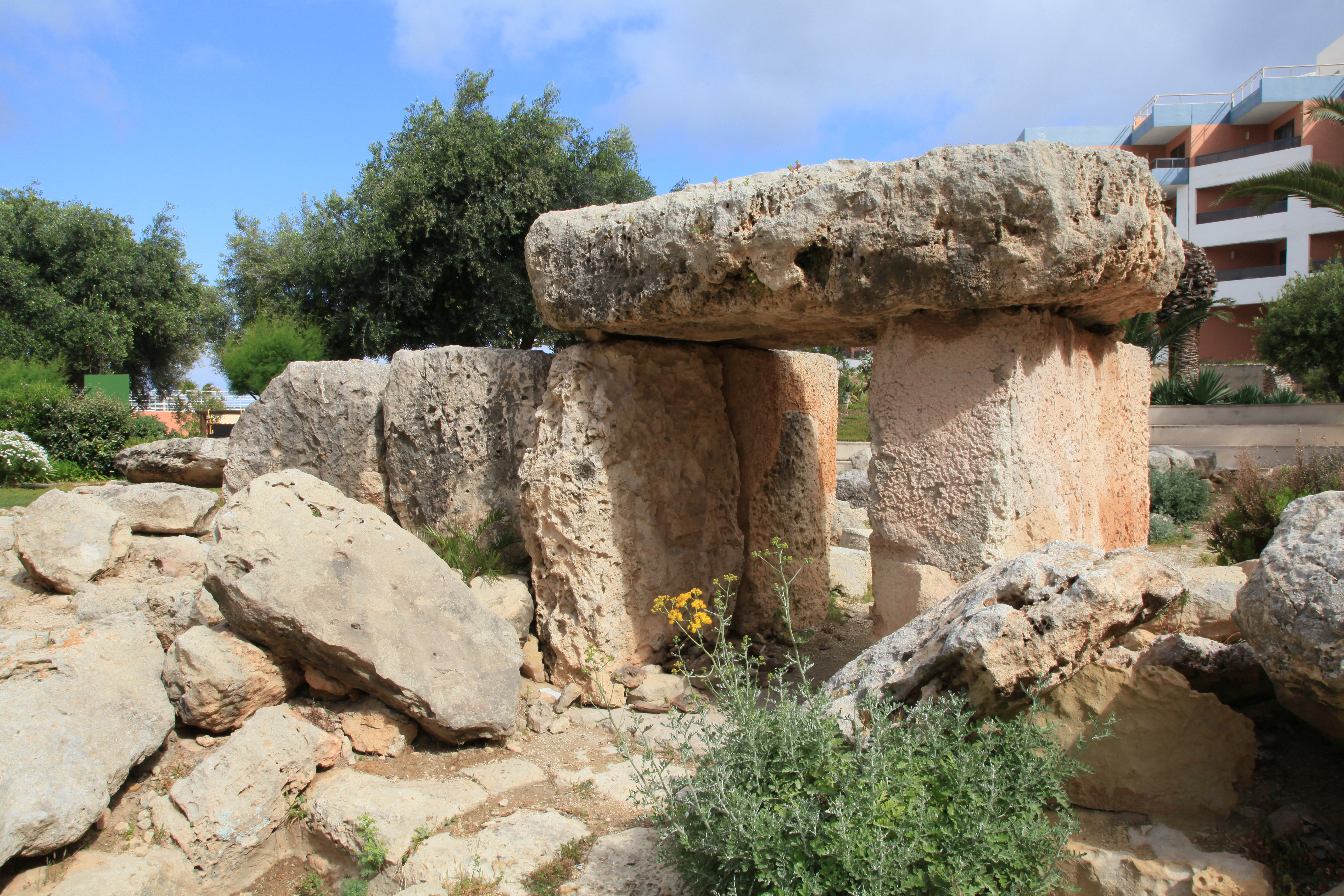
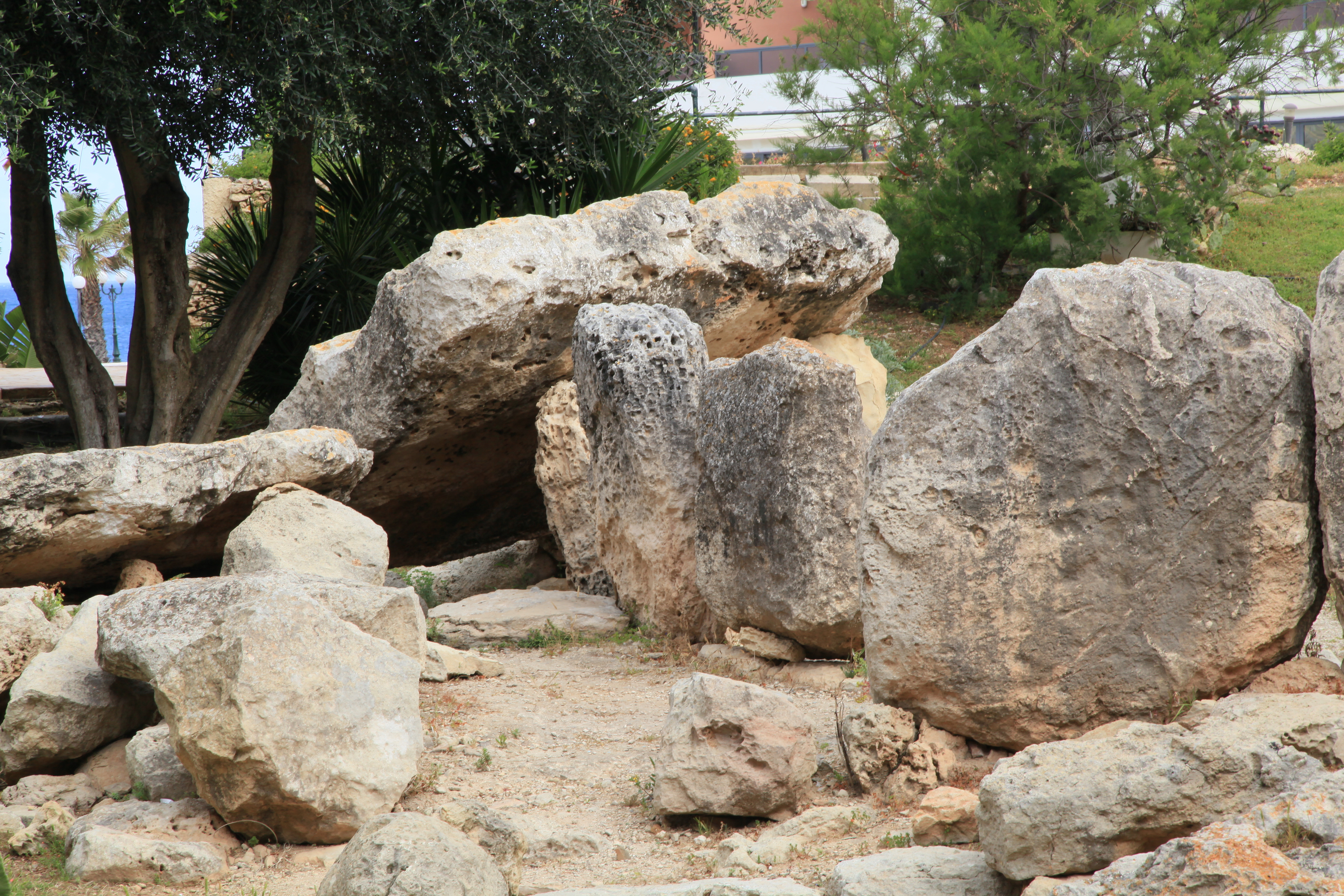

Der stärker gestörte Buġibbatempel wurde in den 1920er Jahren von Themistocles Żammit (1864–1935) entdeckt und 1928 von Żammit und Lewis J. Upton Way ausgegraben. Die Überreste wurden 1925 in die Antikenliste aufgenommen. 1952 wurde der Tempel neu vermessen und 1954 wurden Ausgrabungen vorgenommen, um seine Chronologie zu ermitteln.
Bei den Ausgrabungen wurden zwei verzierte Steinblöcke gefunden. Der eine ist ein geschnitzter quadratischer Blockaltar mit Spiralrelief. Der andere ein rechteckiger Block mit geschnitzten Fischen auf zwei Seiten. Die Blöcke befinden sich jetzt im Nationalmuseum für Archäologie in Valletta.